# Deokjong
König Deokjong (koreanisch 덕종) (* 9. Juni 1016 in Kaesŏng, Königreich Goryeo; † 31. Oktober 1034 in Kaesŏng, Goryeo) war während seiner Regierungszeit von 1031 bis 1034 der 9. König des Goryeo-Reiches und der Goryeo-Dynastie (고려왕조) (918–1392).

## Leben
Deokjong war der erste Sohn von König Hyeonjong (현종) und seine Mutter war Königin Wonseong (원성), die dem Ansan Kim Clan entstammte. Zu seiner Geburt bekam Deokjong den Namen Wang Heum (왕흠) verliehen.
Im Jahr 1022, gerade mal acht Jahre alt, wurde er als erstgeborener Sohn zum Kronprinzen ernannt und folgte im Alter von nur 15 Jahren nach seines Vaters Tod im Jahr 1031 ihm auf den Thron. Verheiratet war er mit zwei Frauen, Königin Gyeongseong des Gyeongju Kim Clans (경성) und Königin Hyosa des Ansan Kim Clans (효사), doch die Ehen blieben kinderlos. Zwei Töchter hatte er mit zwei Damen des Hofes.
Wie seine Vorgänger setzte er sich mit der militärischen Bedrohung durch die Khitan der Liao-Dynastie im Nordwesten des Landes auseinander und gab schließlich im dritten Regierungsjahr den Befehl, den Cheolli Jangseong (천리장성) (übersetzt: „Tausend Li Wall“), einem Verteidigungswall, bestehend aus einer Steinmauer, beginnend vom Fluss Yalu im Nordwesten des Landes bis an die Ostküste zu errichten. Der Wall fand nach Deokjongs Tod im Jahr 1044 unter der Regentschaft seines Bruders König Jeongjong (정종) seine Vollendung.
Von Deokjongs Regentschaft ist unter anderem bekannt, dass es ab dem dritten Jahr seiner Regierungszeit Kindern und Frauen verboten war, goldenen Haarnadeln im Haar oder bestickte Seidenkleidung zu tragen und aus der Goryeosa (고려사) (Geschichtsschreibung der Goryeo-Dynastie) ist bekannt, dass alle Könige, die König Deokjong in der Mitte des 11. Jahrhunderts folgten, fünf bis sechsmal so viele Bodhisattva-Regeln (Glaubensregelndes Buddhismus) bekamen als im Vergleich zu ihren Vorgängern.
Deokjong starb am 31. Oktober 1034. Die Umstände seines Todes sind nicht bekannt, ebenso unbekannt ist sein Grab.